# هینترزی، اتریش
هینترزی (به آلمانی: Hintersee) یک منطقهٔ مسکونی در اتریش است که در ناحیه زالتسبورگ-اومگه‌بونگ واقع شده‌است. هینترزی ۴۷٫۴۴ کیلومتر مربع مساحت دارد ۷۴۶ متر بالاتر از سطح دریا واقع شده‌است.